# Villa Badoer
La villa Badoer est une villa veneta sise à Fratta Polesine (Rovigo), en Vénétie, Italie, construite par l'architecte Andrea Palladio de 1556 à 1563.
Ces villas, ainsi que le centre historique de la ville de Vicence sont inscrits sur la liste du patrimoine mondial de l'UNESCO.

## Historique et description
La villa Badoer est une villa de la Polésine, commanditée par Francesco Badoer, noble vénitien qui désirait investir dans l'agriculture.  La Polésine est une vaste terre agricole marécageuse de la plaine du Pô. Probablement construite en 1556, la villa est conçue comme un bâtiment agricole utilitaire, bien qu'elle offre l'aspect d'un vaste temple romain avec une façade à fronton triangulaire et colonnes ioniques, très surélevé pour surmonter les inondations, accessible par un immense escalier droit à trois volées.
Les communs en avant-cour sont masqués par des barchesses, portiques latéraux d'ordre dorique s'étendant comme des bras répartis symétriquement en deux quarts de cercle.
La villa est la propriété de l'État.

## Galerie

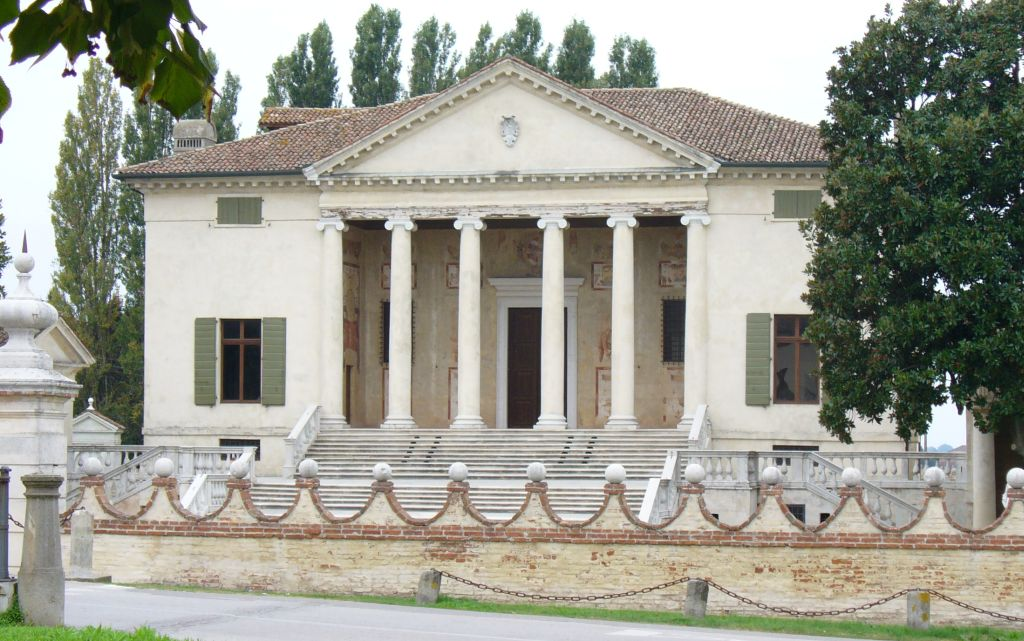
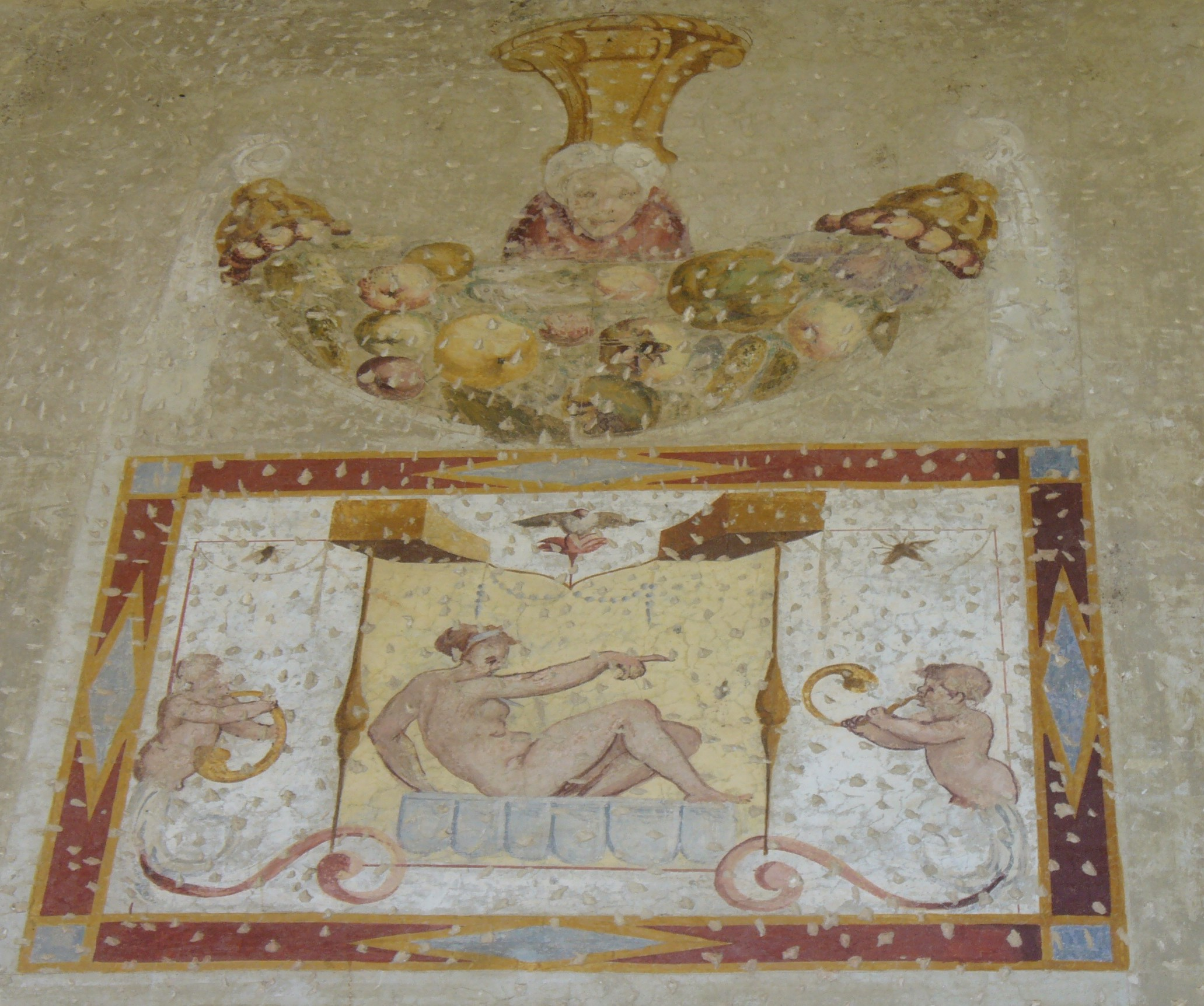
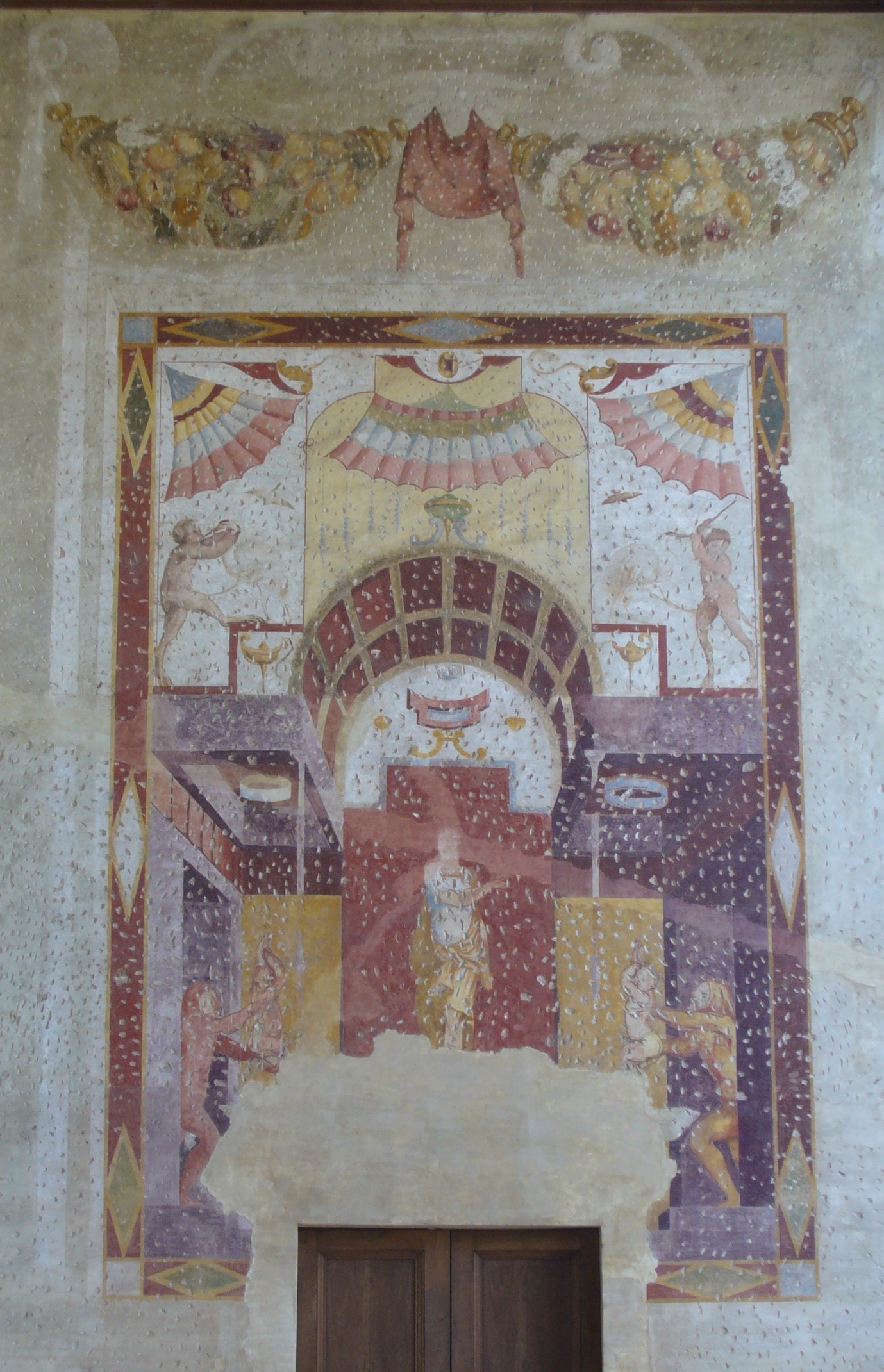
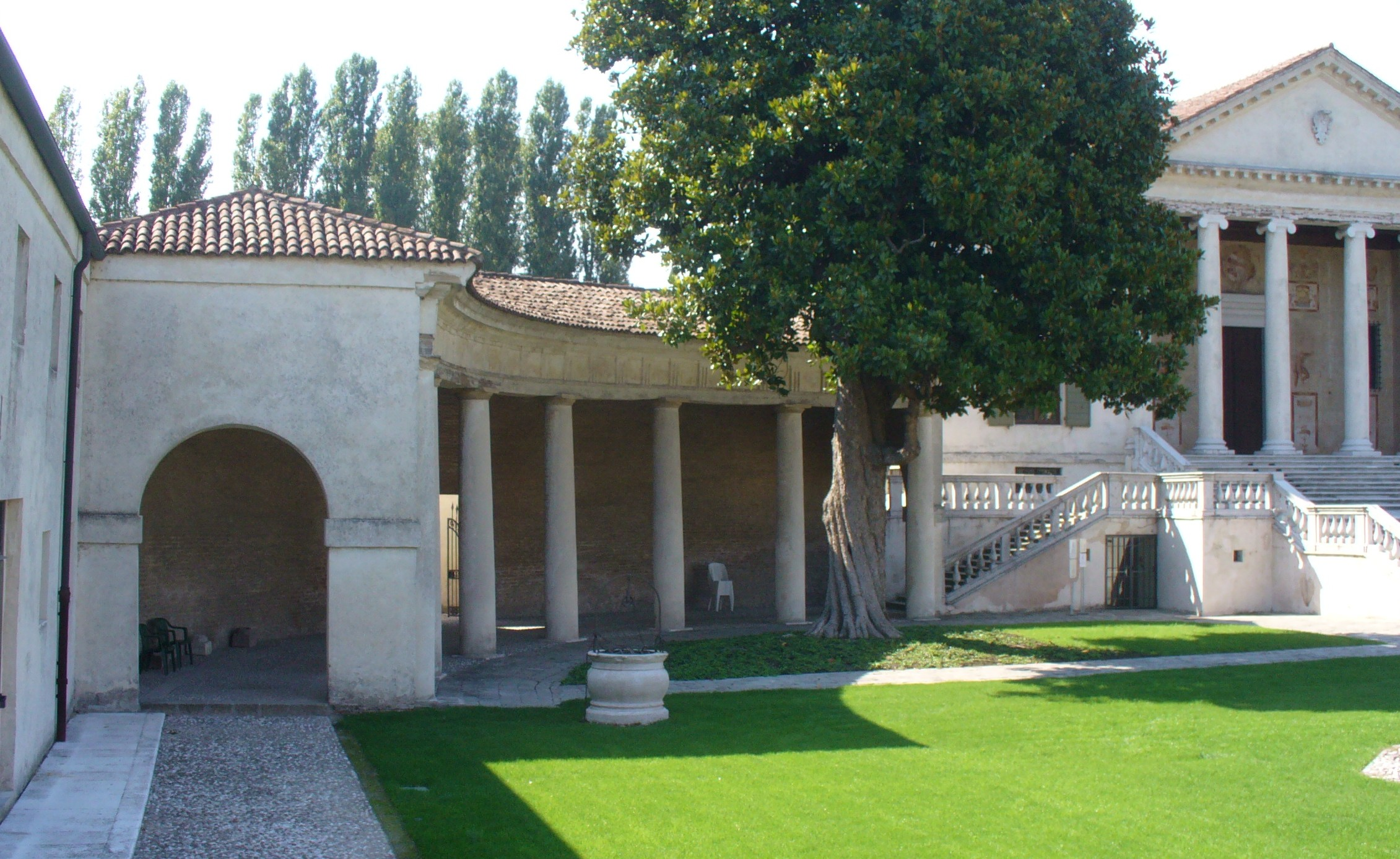
L'une des barchesses doriques
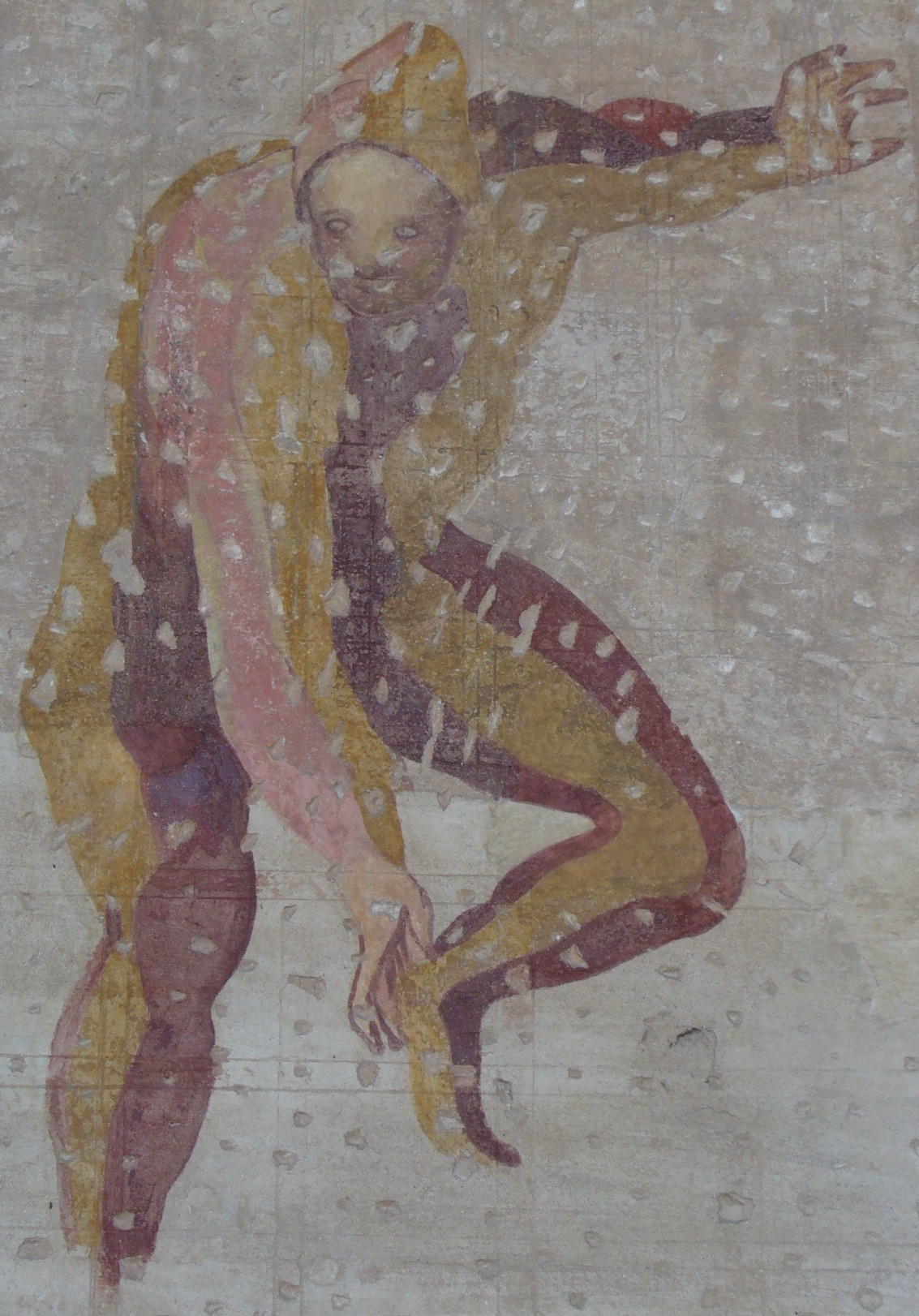
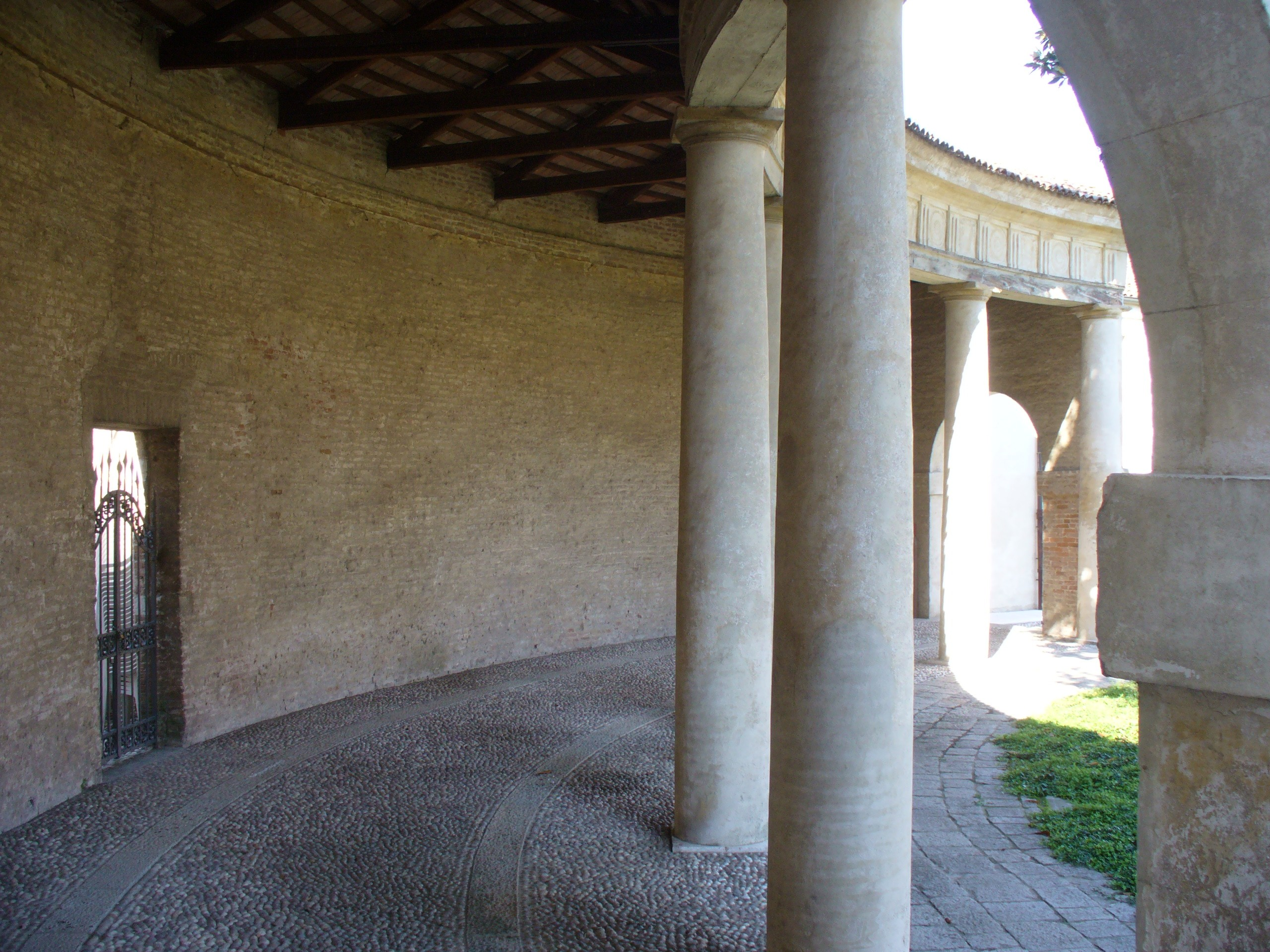
L'une des barchesses
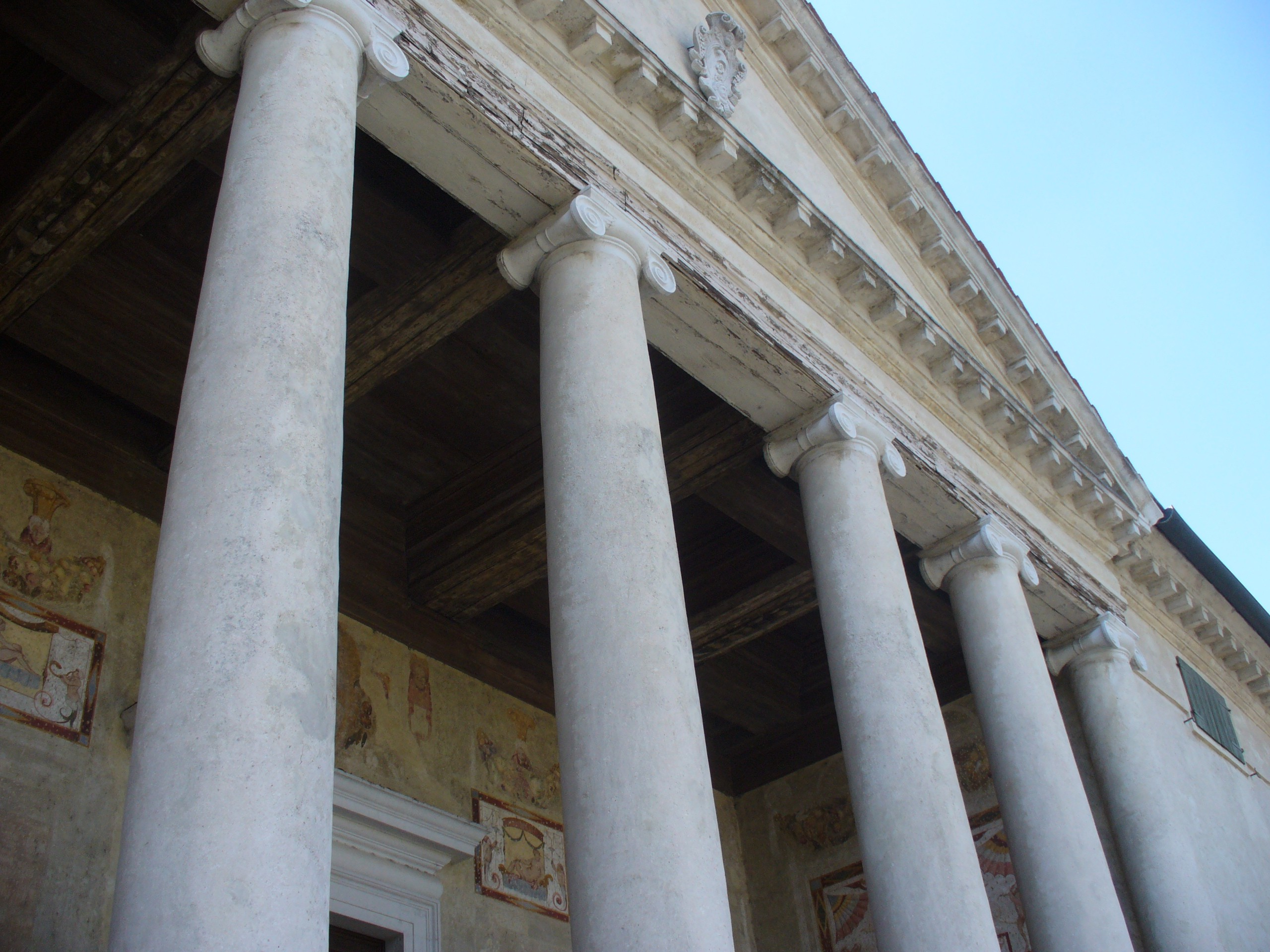
Fronton, colonnes ioniques
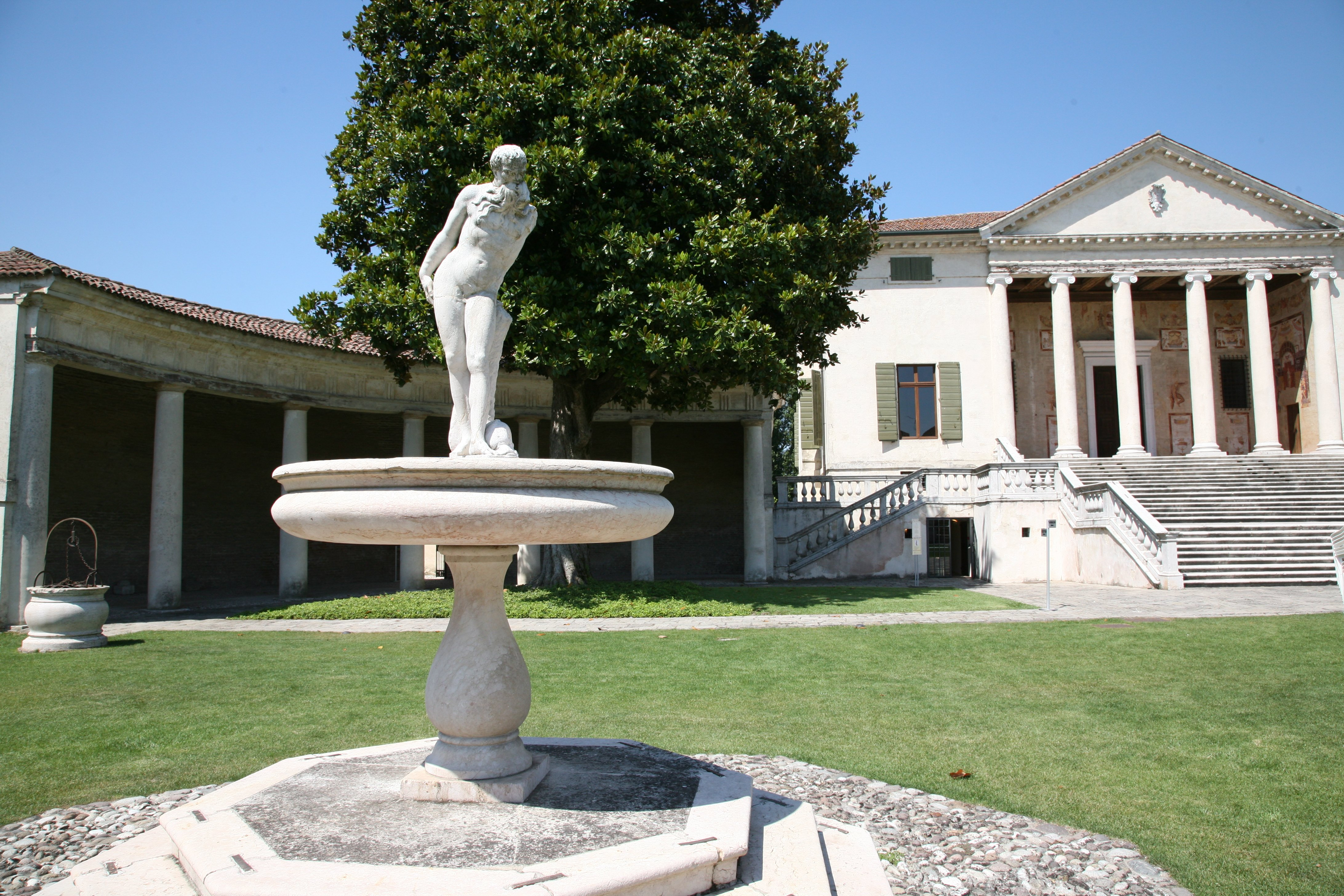
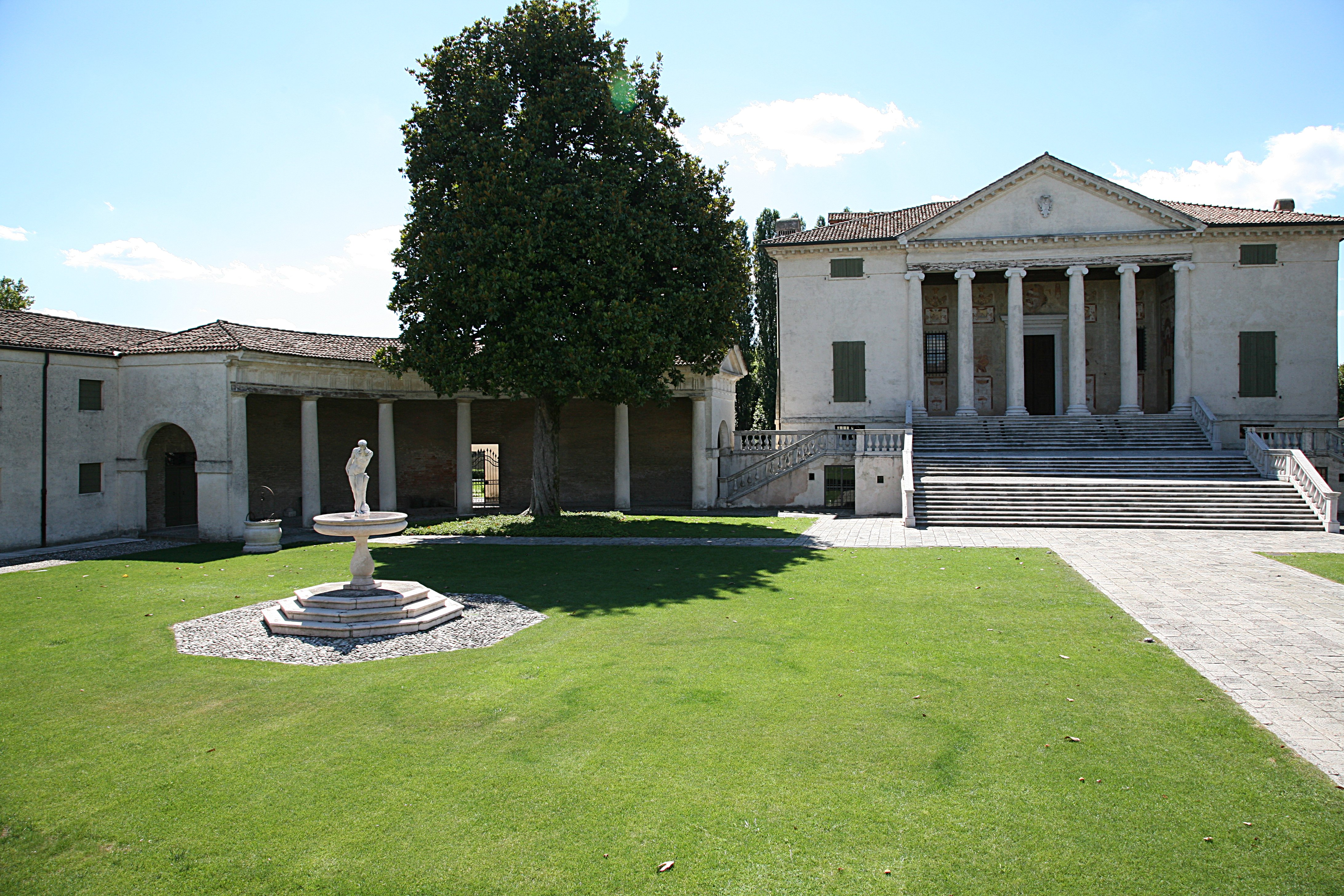
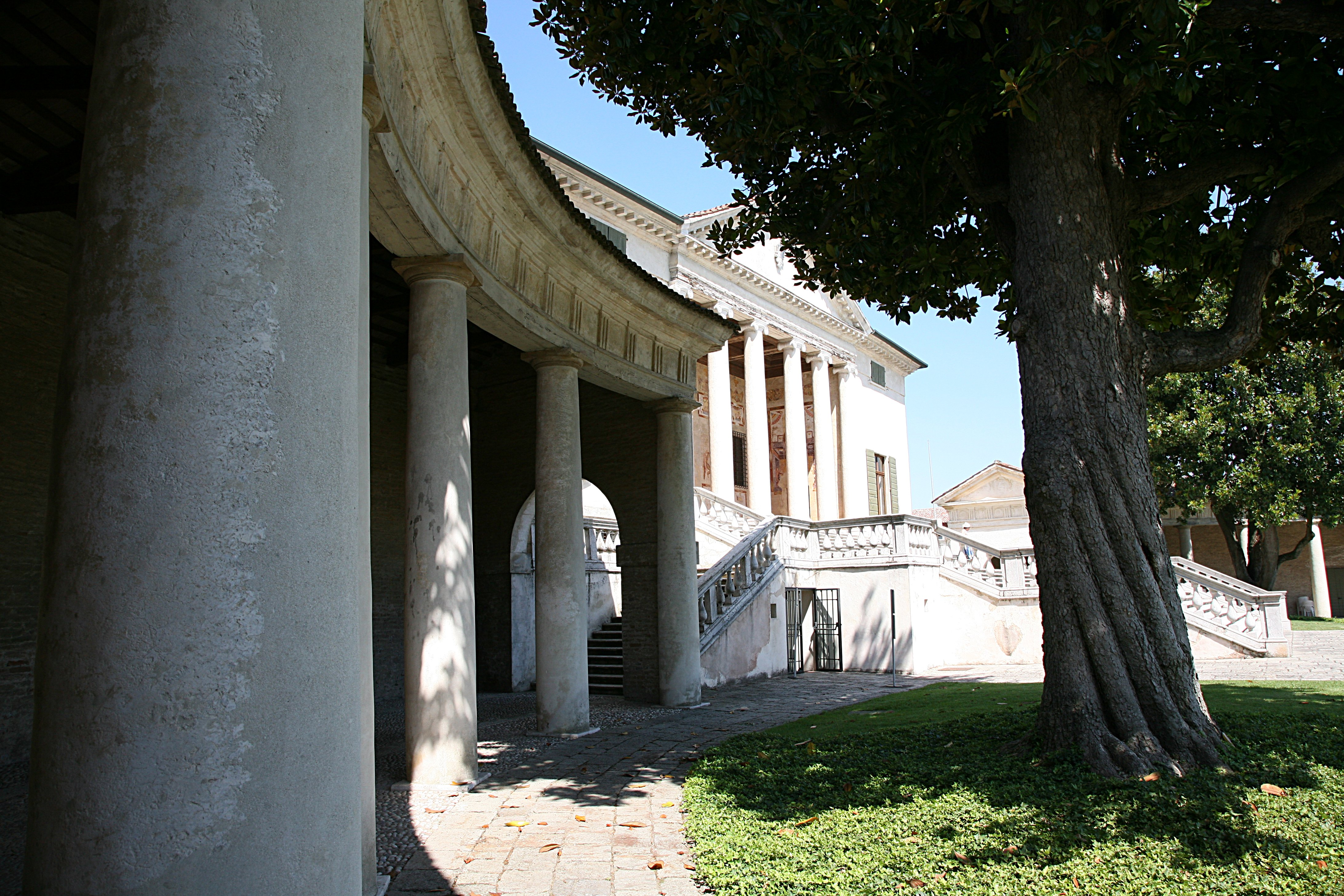
L'une des barchesses, avec escalier latéral
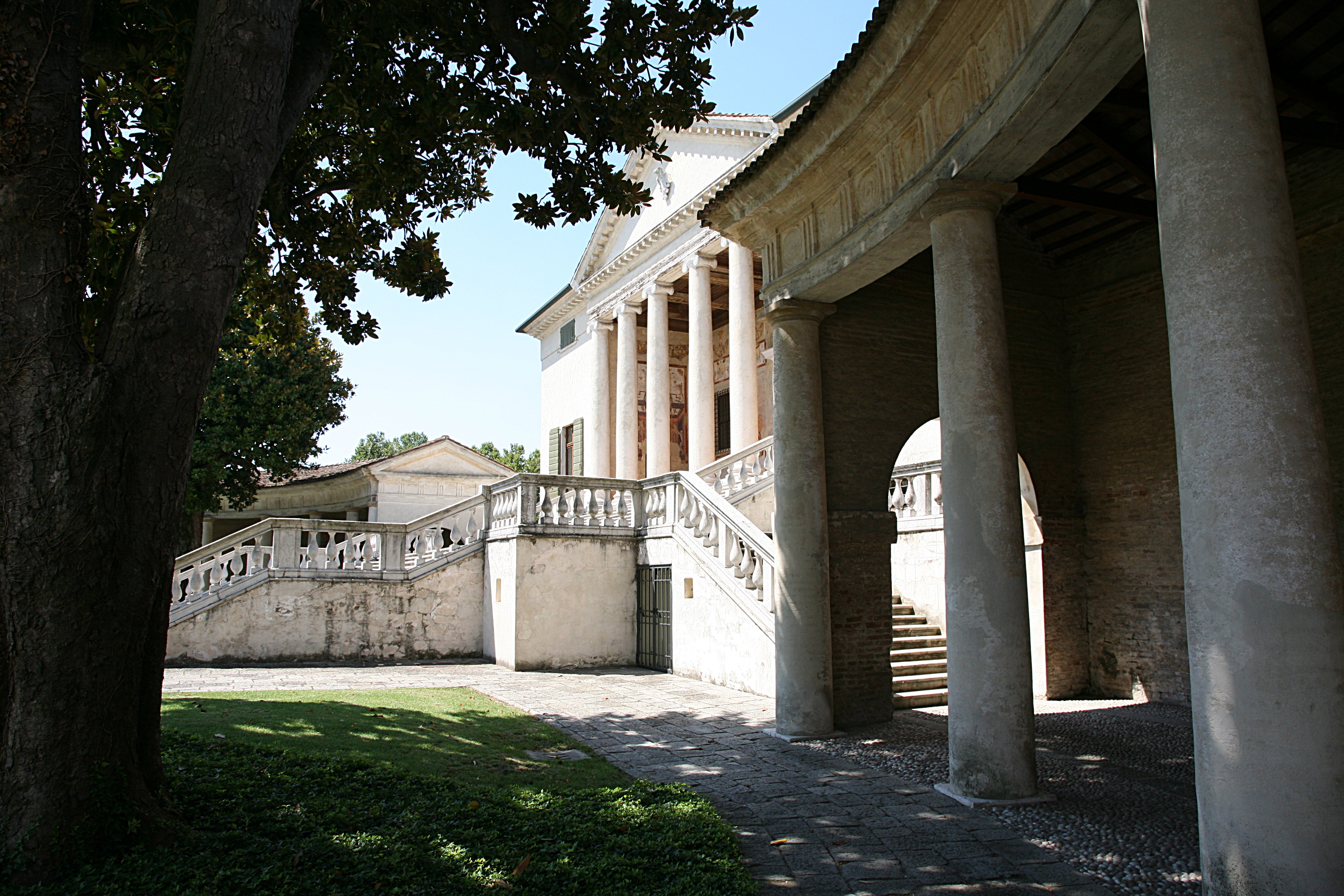
L'autre barchesse
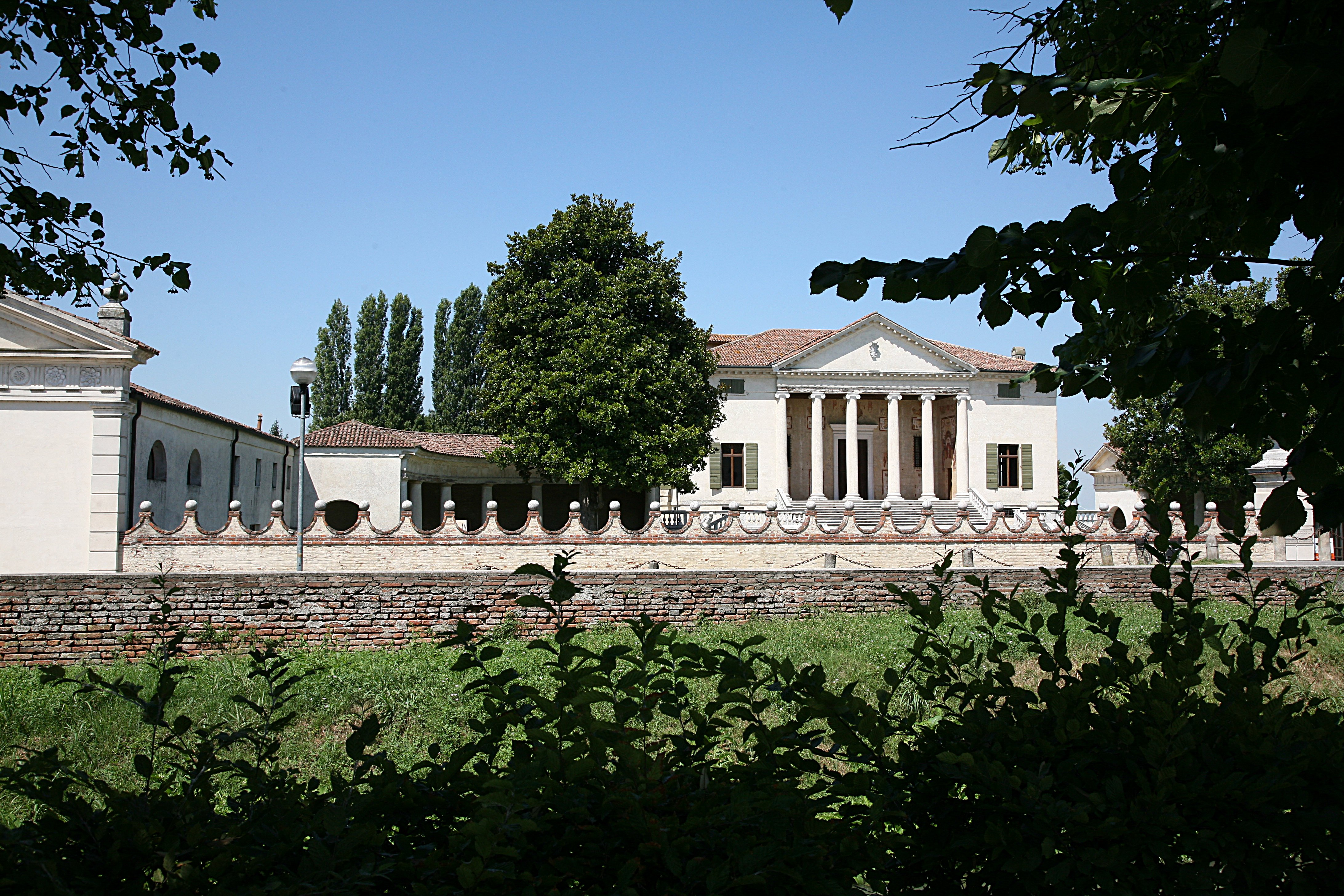